# Celia Medrano
Celia Yaneth Medrano (El Salvador) es una periodista, comunicadora y defensora de los derechos humanos salvadoreña. Su trayectoria es conocida por su papel como vocera y directiva de la Comisión de Derechos Humanos de El Salvador, CDHES (1987-1997). En diciembre del año 2020, su nombre destacó al ser la única mujer centroamericana en quedar en la lista de las diez personas elegibles para, seguidamente, ser la única mujer en la lista de las últimas cinco personas candidatas para presidir la Secretaría Ejecutiva de la Comisión Interamericana de Derechos Humanos (CIDH). Tiene una trayectoria trabajando en investigación social y asesorías en planificación, monitoreo, evaluación y aprendizaje para organizaciones estatales y no estatales, así como organismos internacionales como las Naciones Unidas. Ha sido miembro de la Asamblea General de la Organización Mundial contra la Tortura (OMCT) con sede en Ginebra, Suiza y ha sido referente para Centroamérica de la Plataforma latinoamericana de la Alianza Global para la Prevención de Conflictos Armados (GPPAC) e integrante del Consejo Consultivo del Sistema de Integración Centroamericana (CCSICA).
Fue candidata a la vicepresidencia para las elecciones presidenciales de 2024 por la bandera del partido Nuestro Tiempo.

## Formación académica
Estudió la carrera de Periodismo y Comunicaciones en la Universidad de El Salvador. Posee estudios de postgrado en Administración Gerencial y Administración Pública y Servicios Sociales del Instituto Especializado de Educación Superior para la Formación Diplomática (IEESFORD), del Ministerio de Relaciones Exteriores de El Salvador.  
En Ginebra, Suiza, tomó estudios de postgrado en DDHH y Educación para La Paz en la Universidad de Ginebra y un postgrado en Organización Internacional para el Derecho a la Educación y Libertad de Enseñanza en el Colegio Universitario Henry Dunant (CUHD).  
Igualmente estudió English as a Second Language (ESL), en la University of St. Thomas St Paul, Minnesota. 

## Reseña biográfica
De joven, a principios de la década de 1980, Celia Medrano fue parte de organizaciones juveniles de las Comunidades Eclesiales de Base (CEBES). 
En 1985 trabajó como reportera y fotoperiodista en la Secretaría de Comunicaciones de la Universidad de El Salvador. Fue parte del equipo fundador de “Tacachihua Yapali" (dibujar hombres con pintura negra), conocido por su trabajo de fotografía analógica y exposiciones.

### Defensora de los derechos humanos
Desde el año 1987 y en plena guerra civil, Celia se integra como vocera y miembro de directiva de la Comisión de Derechos Humanos de El Salvador (CDHES), fundada por Monseñor Romero en 1979. 
A lo largo del conflicto armado, la organización fue de las principales defensoras de derechos humanos, y tuvo incidencia directa en la liberación de múltiples presos políticos a través del método de ejercer presión para exigir la libertad. El papel de la CDHES fue tan determinante en la defensa de los derechos humanos durante el conflicto, lo que provocó que dos de sus líderes fueron secuestrados y asesinados: la fundadora Marianella García Villas, en 1983 y Herbert Anaya Sanabria, en 1987. Celia fue parte de la CDHES incluso durante la transición de la guerra a la paz, hasta el año 1995.
Ya en la segunda mitad de los años 90, se integra a los equipos de educación e investigación de la oficina de ombudsman de El Salvador formando parte de la Procuraduría para la Defensa de los Derechos Humanos (PDDH). 
En el año 2000 asumió en San José, Costa Rica, la coordinación general de la Comisión para la Defensa de los Derechos Humanos en Centroamérica (CODEHUCA), organismo con estatus consultivo en Naciones Unidas que integraba a 12 organizaciones defensoras de derechos humanos de Panamá, Costa Rica, Nicaragua, El Salvador, Guatemala, Honduras y Belice. Mientras dirige el CODEHUCA, Medrano al mismo tiempo fue miembro del Consejo Consultivo del Sistema de Integración Centroamericana (CC-SICA) en el período de abril 2001 a noviembre de 2002.

### Defensa de los Derechos de los Migrantes
Concluida su gestión en Costa Rica, regresa en el año 2004 a El Salvador, incorporándose durante siete años como facilitadora regional de ciudadanía en la oficina en Centroamérica del departamento de servicio mundial de la Federación Luterana Mundial. Como facilitadora, tuvo la oportunidad de compartir y conocer diferentes grupos de trabajo por la defensa de los derechos humanos, especialmente aquellos de carácter regional que daban cobertura, acompañamiento y protección a migrantes centroamericanos. 
En el año 2010, enfoca su proyecto de vida al apoyo directo a los migrantes salvadoreños en Estados Unidos, cuando, desde junio de ese año, funge como Cónsul General de El Salvador para Washington D. C., Maryland y Virginia en Estados Unidos. 
Para el año 2012, la Cancillería salvadoreña realiza rotaciones rutinarias de personal, por lo que Celia retorna a El Salvador como Directora de Derechos Humanos y Gestión Humanitaria en el Ministerio de Relaciones Exteriores. 

### Defensa de la Juventud y la Niñez
Tres años más tarde, en noviembre de 2014, Celia Medrano asume como Directora de Programas a nivel regional centroamericano en fundación CRISTOSAL. En dicha organización desarrolla la implementación de procesos de planificación estratégica, implementación y evaluación de proyectos y programas institucionales en Honduras, Guatemala y El Salvador, hasta agosto de 2020. 
Al mismo tiempo, es juramentada el 16 de junio de 2017 como miembro propietaria del Consejo Directivo del Consejo Nacional de la Niñez y la Adolescencia (CONNA) esto, como representante de las organizaciones de la sociedad civil especializadas en derechos humanos, específicamente de la Asociación de Desarrollo de Voces Madres de Niñas, Niños y Adolescentes con Discapacidad (ADVMES). 

### Otras experiencias
Entre los años 2020 y 2021, Celia Medrano participa en el proceso de la Comisión Interamericana de Derechos Humanos (CIDH) para la elección de su Secretaría Ejecutiva. Estuvo en la lista de las primeras 10 personas preseleccionadas y en la lista de las últimas 5 personas finalistas para ser seleccionadas a ocupar el cargo.
En diciembre del 2021, Celia Medrano se refirió sobre la situación que vive El Salvador: "Estamos viviendo una época de regresividad en materia de garantía y respeto a los derechos humanos lo poco que habíamos ganado después de 12 años de conflicto armado, los hemos perdido de una manera acelerada en un marco caracterizado en América Latina, actualmente, que no ha dejado afuera a El Salvador en el avance de tendencias autoritarias y autocráticas”. Estas declaraciones las dio al momento en que recibe, junto a otras catorce personas y cinco organizaciones, el Premio Nacional a la Promoción y Defensa de los Derechos Humanos.
Como periodista y comunicadora ha sido columnista y analista para diferentes medios de comunicación en El Salvador. Entre ellos: El Diario El Mundo, La Revista Gato Encerrado, El Diario de Hoy, Periódico digital El Faro y Revista Factum.
Entre abril de 2003 y mayo de 2009, es nombrada Representante Para América Latina de CRIES – GPPAC lo que le permite articular con actores sociales en coordinación con la plataforma latinoamericana de prevención de conflictos y construcción de paz el Partenariado Global para la Prevención de los Conflictos Armados (GPPAC). Coordinó investigaciones sobre conflictos y conflictividad en Centroamérica con la Coordinadora Regional de Investigaciones Académicas y Sociales (CRIES).
Desde la perspectiva cultural, también fue parte del jurado en los Juegos Florales 2019 convocados por el Ministerio de Cultura de El Salvador. 
En marzo del 2020, fue seleccionada por El Diario de Hoy como una de las veinte mujeres más destacadas "que han dejado huella en la construcción constante de El Salvador".

## Carrera política
Dicho por Celia, será la primera vez que participa directamente en la política y que a su vez es la primera vez que se afilia a un partido político. Para las elecciones generales de 2024 ella junto a Luis Parada son la fórmula presidencial que compiten bajo la bandera del partido Nuestro Tiempo, partido liberal y progresista, pero que además vienen como una propuesta encabezada por organizaciones civiles, siendo específicamente del movimiento SUMAR por El Salvador el cual aglomera múltiples sectores de la ciudadanía: sociedad civil, defensores y defensoras de derechos humanos, representantes de la academia, sectores feministas, activistas de la diversidad sexual, ambientalistas, religiosos, profesionales, etc.
Luis Parada es candidato a presidente y Celia Medrano candidata a vicepresidenta.

## Ideología política
Celia asegura que, de ganar las elecciones, podrán impulsar políticas públicas a favor de las mujeres, la población LGBTI+, mejorar aspectos en educación, salud y economía. Entre esas medidas podrían estar la prevención de embarazos adolescentes, el debate de si se debería interrumpir el embarazo cuando una niña ha sido violada o cuando la vida de la madre corre peligro. Asimismo dijo apoyar las iniciativas de la población trans que exige una ley de identidad de género. Aspectos que, subraya, queda en manos de la Asamblea Legislativa consolidar o no esas leyes.
Siendo defensora de los Derechos Humanos considera que el régimen de excepción implementado por Nayib Bukele para combatir la delincuencia y especialmente a las pandillas, busca reprimir, someter y despojar a la población de sus derechos constitucionales básicos y que es una medida que solo brindaría soluciones a corto plazo. En cuanto a seguridad ciudadana subraya que la mejor opción para combatir el problema de pandillas y de inseguridad es implementar políticas que ataquen el problema de raíz y que funcionen a largo plazo, combatiendo por ejemplo: la violencia estructural, la violencia directa y la violencia cultural.
Está a favor del Acuerdo de Escazú y en contra de la dictadura del régimen Ortega-Murillo.
Se la ha adjudicado un pensamiento e ideología progresista y más marcado hacia la izquierda.

## Publicaciones
- Medrano, C.Y., Daugaard, A. & Vásquez, G. (Mayo 2023). Gobernanza punitiva en Centroamérica ¿Un antídoto contra la gobernanza criminal?. El Salvador, Guatemala y Honduras: ASJ Honduras & Global Initiative Against Transnational Organized Crime.[37]
- Medrano, C. | Arteaga, L., Rubio S. | Barrientos V. & Sánchez J.C. (2022) Mujeres periodistas en primera línea: desafíos de la Libertad de Prensa en El Salvador. San Salvador: Fundación para el Debido Proceso.
- Medrano, C. (2017). Securing Protection for De Facto Refugees: The Case of Central America's Northern Triangle. Ethics & International Affairs, 31(2), 129-142. doi:10.1017/S0892679417000041.
- Medrano, C. Y. (2016). Huyendo de la inseguridad y la violencia- Ciudad de México: Fundación Heinrich Böll.[38]
- Medrano, C. (2016). Viejos y nuevos conflictos en Centroamérica: el diario drama humano de las víctimas de la violencia. Encuentro, (103), 79–90.[39]
- Medrano, Celia (2015). «La problemática de desplazamiento interno y migración forzada de víctimas de violencia generalizada y crimen organizado en El Salvador y Centroamérica: realidades y nuevos escenarios que demandan protección y reajustes para la acción humanitaria». Pensamiento Propio (41). ISSN 2523-1960.[40]
- Medrano, C. Y., & Cubías, J. E. (1 Noviembre 1998). La necesidad de un adecuado marco legal para la regulación del ejercicio del derecho a la libertad de expresión en El Salvador, San Salvador: Universidad de El Salvador.[41]